# Charles River Ventures
Charles River Ventures (CRV) és una empresa de capital risc centrada en inversions primerenques en tecnologia. L'empresa va ser fundada el 1970 per comercialitzar la investigació que sorgia del MIT. El seu nom prové del riu Charles.

## Història
L'empresa ha recaptat més de 4.300 milions de dòlars des de la seva creació, mitjançant 18 fons. Quan va tancar el 16è cicle, l'empresa va canviar el seu nom pel seu acrònim CRV. Abans d'això, el 15è fons de CRV va tancar el febrer de 2012 amb 375 milions de dòlars d'inversors. El 14è fons de CRV va recaptar 320 milions de dòlars.
El 2013, va comprar una gran part de Pebble Technology per 15 milions de dòlars. Posteriorment, l'empresa es va vendre a Fitbit el desembre de 2016. Això va suposar un benefici net de prop de 40 milions de dòlars per a CRV.
Entre les empreses que han passat per la cartera de CRV hi ha Airtable, Amgen, Aveksa, Blippy, Cascade Communications, ChipCom, Ciena Corporation, ClassPass, Continental Cablevision, Crushpath, DoorDash, Drift, Earbits, Fiksu, iBasis, mabl, Netezza, Parametric Technology Corporation, PillPack, Ring, SimpliVity, Sonus Networks, SpeechWorks, Stella, Stratus Technologies, Sybase, Twitter, Udacity, Vignette Corporation, Yammer i Zendesk.